# 普莱西尔
普莱西尔（法語：Plaisir，法語：[plɛziʁ] ⓘ），法国中北部城市，法兰西岛大区伊夫林省的一个市镇，隶属于凡尔赛区，其市镇面积为18.7平方公里，2022年1月1日时人口数量为31,971人，在法国城市中排名第255位。
普莱西尔位于伊夫林省中部，是法国国家新城伊夫林地区圣康坦的组成部分，距离巴黎市区大约30公里，通过大区列车N线连接。宜家家居驻法国办事处设于普莱西尔境内。

## 地名来源
“普莱西尔”一名最初于公元七世纪时以的形式被记载，其来源及含义尚不清楚。在现代法语中本意为“快乐”，但该词与作为地名的“普莱西尔”之间无直接关联。

## 历史

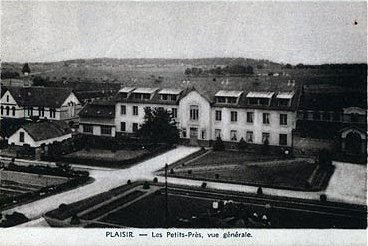
20世纪初的普莱西尔

普莱西尔历史上长期为一处封建庄园领地，当地领主在此建有宅邸，法国大革命后成为塞纳-瓦兹省的一个市镇，直至20世纪初，普莱西尔仍为一个人口不足一千的普通村落。20世纪60年代，随着巴黎城市扩张计划的推进，普莱西尔被设为伊夫林地区圣康坦的组成部分，当地建立了大批现代居民区，人口数量自1960年的约三千人增加至1975年的超过2.1万，至20世纪90年代，普莱西尔的人口数量已超过3万，当地出现了商业中心以及部分办公楼。20世纪末，随着法兰西岛郊区列车的开行，普莱西尔成为巴黎的一个西部远郊卫星城。

## 地理

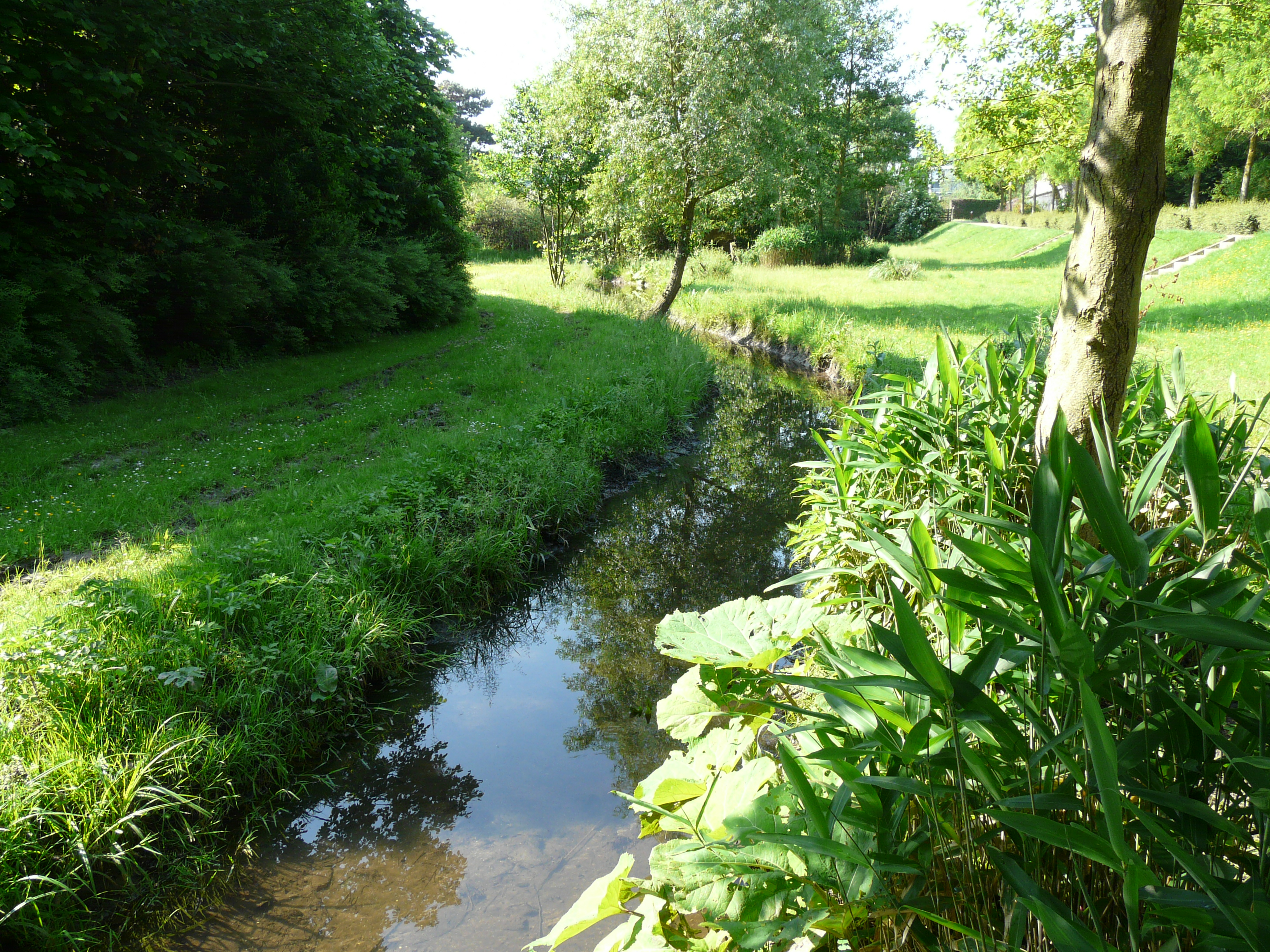
流经普莱西尔的小溪

普莱西尔位于法国中北部，法兰西岛大区西部和伊夫林省中部，距离省会凡尔赛大约17公里。与普莱西尔接壤的市镇包括：蒂韦瓦勒-格里尼翁、沙沃奈、莱克莱苏布瓦、埃朗库尔、茹阿尔蓬沙尔特兰、诺夫勒堡、圣日耳曼-德拉格朗日、特拉普。

### 地形
普莱西尔位于巴黎盆地腹地，境内以平原为主，南部略有起伏，地势总体平坦，全境海拔在92到173米之间。

### 水文
普莱西尔属于塞纳河流域，马尔杜瓦溪（Ruisseau Maldroit）流经境内南部。

### 植被
普莱西尔属于温带落叶林区，市区南部有大片天然森林分布。

### 气候
普莱西尔在柯本气候分类法中属于温带海洋性气候。
距离普莱西尔最近的气象站位于特拉普境内，以下为该气象站的数据：
| 特拉普1981年－2019年 | 特拉普1981年－2019年 | 特拉普1981年－2019年 | 特拉普1981年－2019年 | 特拉普1981年－2019年 | 特拉普1981年－2019年 | 特拉普1981年－2019年 | 特拉普1981年－2019年 | 特拉普1981年－2019年 | 特拉普1981年－2019年 | 特拉普1981年－2019年 | 特拉普1981年－2019年 | 特拉普1981年－2019年 | 特拉普1981年－2019年 |
| 月份                 | 1月                  | 2月                  | 3月                  | 4月                  | 5月                  | 6月                  | 7月                  | 8月                  | 9月                  | 10月                 | 11月                 | 12月                 | 全年                 |
| -------------------- | -------------------- | -------------------- | -------------------- | -------------------- | -------------------- | -------------------- | -------------------- | -------------------- | -------------------- | -------------------- | -------------------- | -------------------- | -------------------- |
| 历史最高温 °C（°F）  | 16 (61)              | 20.3 (68.5)          | 23.5 (74.3)          | 28 (82)              | 30.9 (87.6)          | 35.4 (95.7)          | 40.6 (105.1)         | 39.1 (102.4)         | 34.6 (94.3)          | 29 (84)              | 21 (70)              | 16.8 (62.2)          | 40.6 (105.1)         |
| 平均高温 °C（°F）    | 6.4 (43.5)           | 7.6 (45.7)           | 11.5 (52.7)          | 14.7 (58.5)          | 18.5 (65.3)          | 21.7 (71.1)          | 24.3 (75.7)          | 24.2 (75.6)          | 20.5 (68.9)          | 15.7 (60.3)          | 10.1 (50.2)          | 6.7 (44.1)           | 15.2 (59.4)          |
| 日均气温 °C（°F）    | 3.9 (39.0)           | 4.4 (39.9)           | 7.5 (45.5)           | 10.1 (50.2)          | 13.8 (56.8)          | 16.9 (62.4)          | 19.2 (66.6)          | 19 (66)              | 15.8 (60.4)          | 11.9 (53.4)          | 7.2 (45.0)           | 4.3 (39.7)           | 11.2 (52.2)          |
| 平均低温 °C（°F）    | 1.3 (34.3)           | 1.3 (34.3)           | 3.6 (38.5)           | 5.5 (41.9)           | 9.1 (48.4)           | 12.1 (53.8)          | 14 (57)              | 13.8 (56.8)          | 11 (52)              | 8.2 (46.8)           | 4.3 (39.7)           | 2 (36)               | 7.2 (45.0)           |
| 历史最低温 °C（°F）  | −15.8 (3.6)          | −15.6 (3.9)          | −10.5 (13.1)         | −4.1 (24.6)          | −1.2 (29.8)          | 0.1 (32.2)           | 2 (36)               | 4 (39)               | −0.5 (31.1)          | −5.2 (22.6)          | −8.9 (16.0)          | −14.3 (6.3)          | −15.8 (3.6)          |
| 平均降水量 mm（）    | 59.4 (2.34)          | 50 (2.0)             | 53.7 (2.11)          | 54.9 (2.16)          | 63.9 (2.52)          | 53.7 (2.11)          | 61.7 (2.43)          | 53.7 (2.11)          | 51.4 (2.02)          | 68.8 (2.71)          | 57.1 (2.25)          | 65.9 (2.59)          | 694.2 (27.33)        |
| 月均日照時數         | 55.6                 | 68                   | 122.7                | 148.3                | 153.8                | 260.4                | 216.9                | 176.2                | 143                  | 110.5                | 53                   | 49.1                 | 1,557.5              |
| 来源：infoclimat.fr  |                      |                      |                      |                      |                      |                      |                      |                      |                      |                      |                      |                      |                      |

## 行政区划
普莱西尔是法国法兰西岛大区伊夫林省的一个市镇，编号为78490。普莱西尔隶属于凡尔赛区，管理普莱西尔县，是伊夫林地区圣康坦的组成部分。
普莱西尔市镇被划为5个街区，并实行街区自治制度。
法国国家统计与经济研究所（简称）在进行数据统计时，将普莱西尔划为巴黎城市区的一部分。同时，还将普莱西尔市镇分为了12个“块区”（IRIS），以便于统计人口分布情况。

## 交通

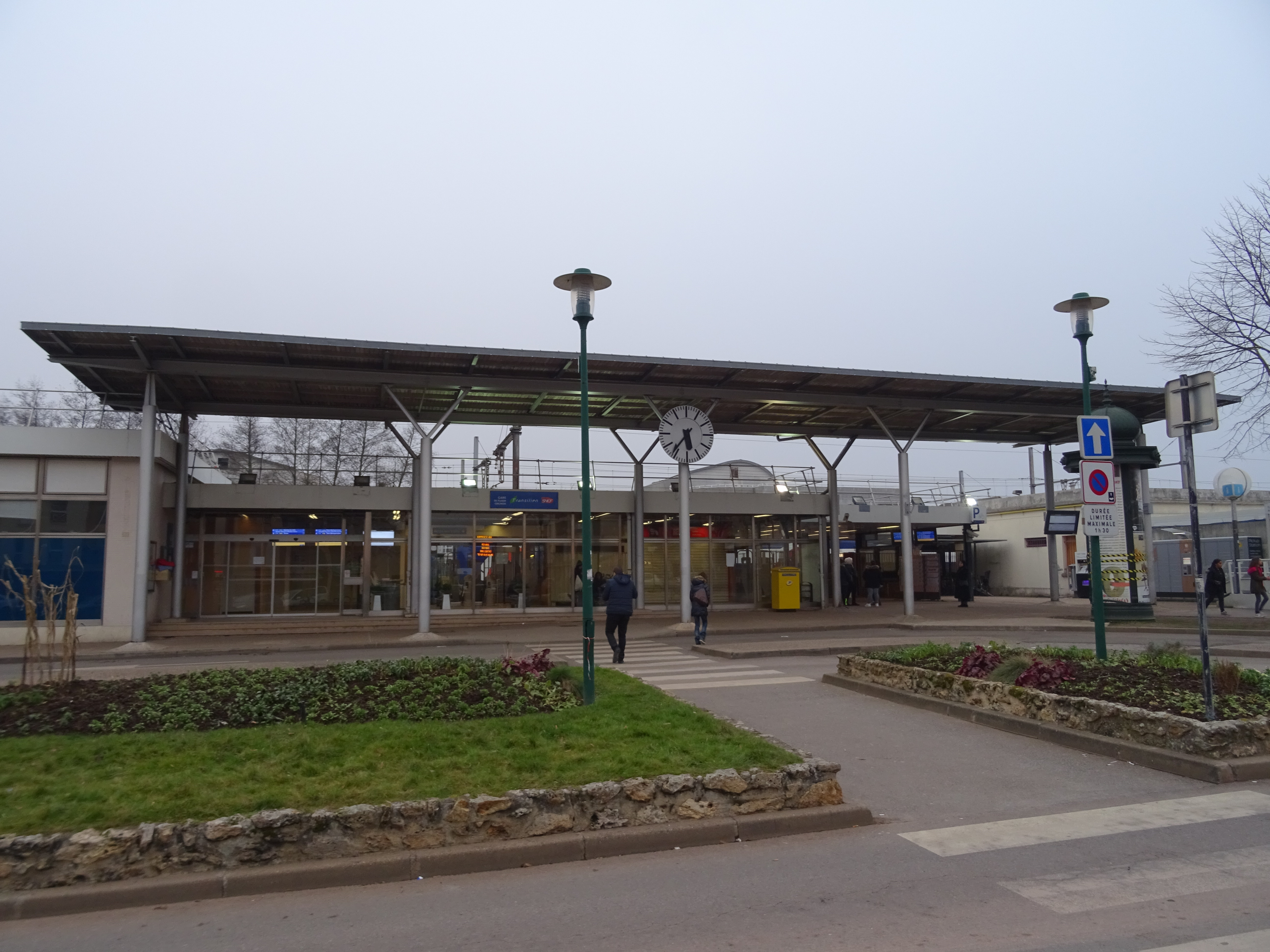
普莱西尔-格里尼翁火车站

### 公路
法国国道N12线从市区南部穿过，此外多条伊夫林省省道在普莱西尔境内交汇。
2017年，80.5%的普莱西尔家庭拥有至少一辆的私人汽车。2018年，普莱西尔境内共发生各类交通事故19起，造成21人受伤。

### 铁路
普莱西尔位于圣西尔－叙尔东铁路上，该铁路在普莱西尔境内设有两个铁路车站：普莱西尔-莱克莱站和普莱西尔-格里尼翁站，均位于市区北部，停靠法兰西岛大区列车N线。

### 航空
距离普莱西尔最近的民用航空站为巴黎-奥利机场，距离普莱西尔市中心的公路里程约40公里。

### 城市公共交通
伊夫林地区圣康坦城市公共交通（商业名称为）是该区域的城市公共交通系统。截至2020年12月，该系统共包括数十条公交线路，其中16条线路途径普莱西尔市区。

## 政治

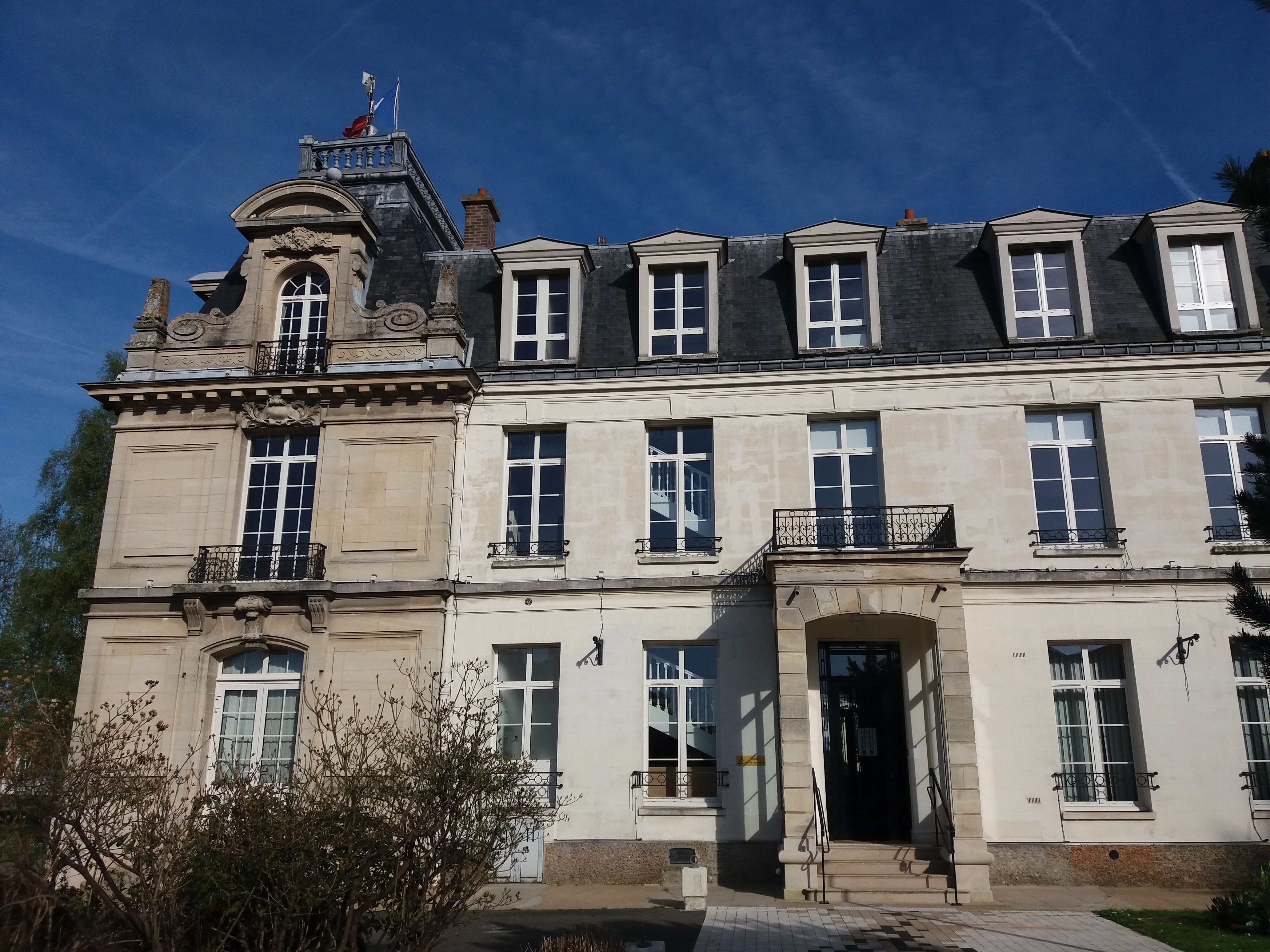
普莱西尔市政厅

普莱西尔的现任市长为若塞菲娜·科尔曼斯贝格尔女士（Joséphine Kollmannsberger），她是共和党的一名成员，在2020年的市政选举中获得了44%的支持率。
在2017年的法国总统大选中，法国第25任总统埃马纽埃尔·马克龙在普莱西尔获得了79.09%的支持率。
| 普莱西尔历届市长 |                         |                                  |
| 任期             | 市长                    | 党派                             |
| 1944年－1945年   | 多克特尔·昂格拉德       | 不详                             |
| 1945年－1971年   | 罗朗·勒耶               | SFIO工人国际法国支部 →PS社会党   |
| 1971年－1973年   | 维克多·马克             | PS社会党                         |
| 1973年－1993年   | 让·穆通                 | PS社会党                         |
| 1993年－2001年   | 雅奇·勒库尔蒂莱尔       | PS社会党                         |
| 2001年－2012年   | 若埃尔·雷尼奥           | RPR保衛共和聯盟 →UMP人民运动联盟 |
| 2012年－         | 若塞菲娜·科尔曼斯贝格尔 | UMP人民运动联盟 →LR共和黨        |

## 人口
2017年，普莱西尔市镇人口数量为31,419，在法国排名第255位。其中男性14,900人，女性16,519人，75岁及以上人口占6.6%，外籍人口数量为7,388人，人口密度为1,682人/平方公里，当地居民被称为（男性）或（女性）。2018年，普莱西尔境内出生471人，死亡人口172人。
| 年份   | 1936  | 1946  | 1954  | 1962  | 1968  | 1975   | 1982   | 1990   | 1999   | 2006   | 2011   | 2016   | 2017   |
| ------ | ----- | ----- | ----- | ----- | ----- | ------ | ------ | ------ | ------ | ------ | ------ | ------ | ------ |
| 人口數 | 2,224 | 2,398 | 2,683 | 3,850 | 6,869 | 21,259 | 22,593 | 25,877 | 31,045 | 31,539 | 31,074 | 31,680 | 31,419 |

## 经济
普莱西尔是一个区域性的中心城市，当地共有各类用人单位3,150家，平均历史为12年，其中96.41%为中小型企业（PME）。房产租售（Location et exploitation de biens immobiliers propres ou loués）、管理顾问（Conseil de gestion）及邮政快递服务（Autres activités de poste et de courrier）是当地企业数量最多的三个领域，分别占总注册用人单位数量的16%、5.4%和4.9%。

## 财政收入
2018年，普莱西尔的财政收入总额为44,792,700欧元，财政支出总额为42,209,700欧元，当年的债务总额为78,328,600欧元。
2015年，普莱西尔的人均收入总额为2,761欧元，其中高职人员为4,622欧元，普通职员为2,052欧元。
2017年，普莱西尔境内的青壮年（15至64岁）失业率为10.7%，当地55.6%的家庭拥有纳税资格。

## 社会事务

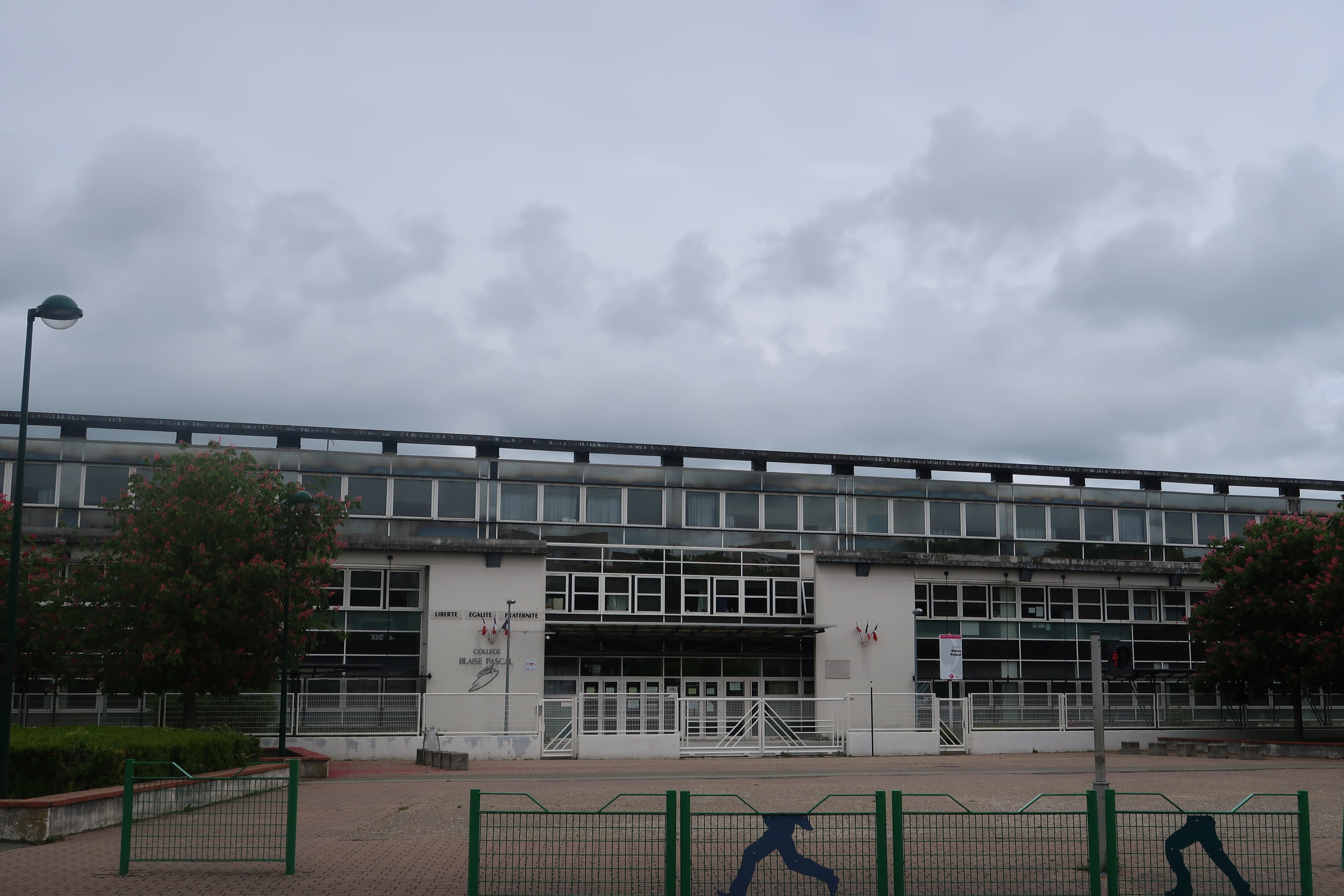
普莱西尔帕斯卡初级中学

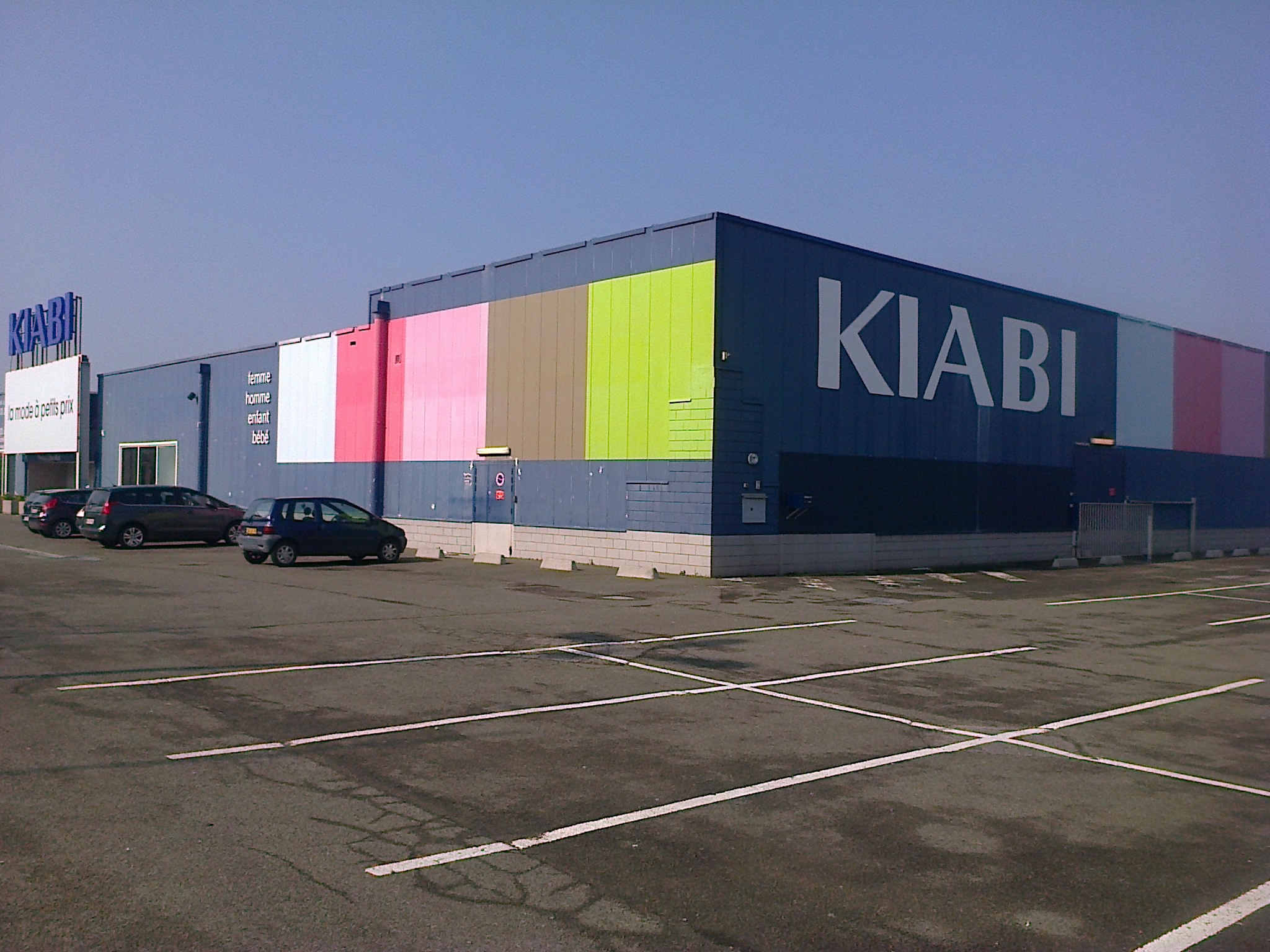
普莱西尔的一处商场

### 教育
普莱西尔属于凡尔赛学区。截止2019年1月1日，普莱西尔境内共有14所幼儿园、13所小学、2所初级中学、1所普通高中、0所农业高中和0所职业高中。2018至2019学年度，普莱西尔境内共有在校中等教育阶段学生2,051名。

### 医疗
截止2019年1月1日，普莱西尔境内共有全科医生13名、保健师20名、牙医16名、护士13名、耳科医生1名、眼科医生1名、皮肤科医生3名、助产士2名、儿科医生3名和妇科医生4名。境内共有药房8家、养老院1家、残疾人帮扶中心6家。
普莱西尔中心医院（Centre Hospitalier de Plaisir）是法国的一个区域性医疗机构，其主病区位于普莱西尔市区，设有床位1176个，是当地规模最大的公立综合性医院。

### 住房
2017年，普莱西尔境内共有各类住房12,813套，其中37.8%为独立式居民区，主要分布于市区北部；61.7%为集中式居民区，主要分布于市区中部。常住房屋占普莱西尔市镇范围内居民建筑总量的90.1%。

### 商业
2018年，普莱西尔境内共有各类实体商铺583家，其中餐厅59家、大型超市6家、杂货店8家、面包房13家、肉铺3家、书店4家、装饰品店2家、银行门店8家、美容美发店30家、汽车维修店31家。市区东北部建有大型开放式商业街区，宜家家居驻法国办事处设立于此，此外欧尚在此建有大型购物商场。

### 体育
2019年，普莱西尔境内共有4间体育馆、2座综合体育场、17处网球场、1处马术场、4处足球或橄榄球场、2处篮球或排球场以及1处高尔夫球场。
普莱西尔奥林匹克足球俱乐部（Football Olympique Plaisirois）是当地的一支足球队，2020至2021赛季参加伊夫林省足球联赛。

### 环境
普莱西尔的环境事务由其所属的公共社区负责。2018年，普莱西尔境内暂无污染企业。

### 治安
2018年，普莱西尔市镇范围内有1处派出所。
2014年，普莱西尔及附近地区共发生各类案件3,902起，其中盗窃类案件2,283起，经济类案件383起，毒品交易类案件539起。

## 文化
2019年，普莱西尔境内共有1家剧场和1家音乐厅。普莱西尔市政府提供多媒体中心，向公众全年开放。

### 建筑
普莱西尔境内以现代居民区为主，除普莱西尔城堡外，当地的历史建筑较少。

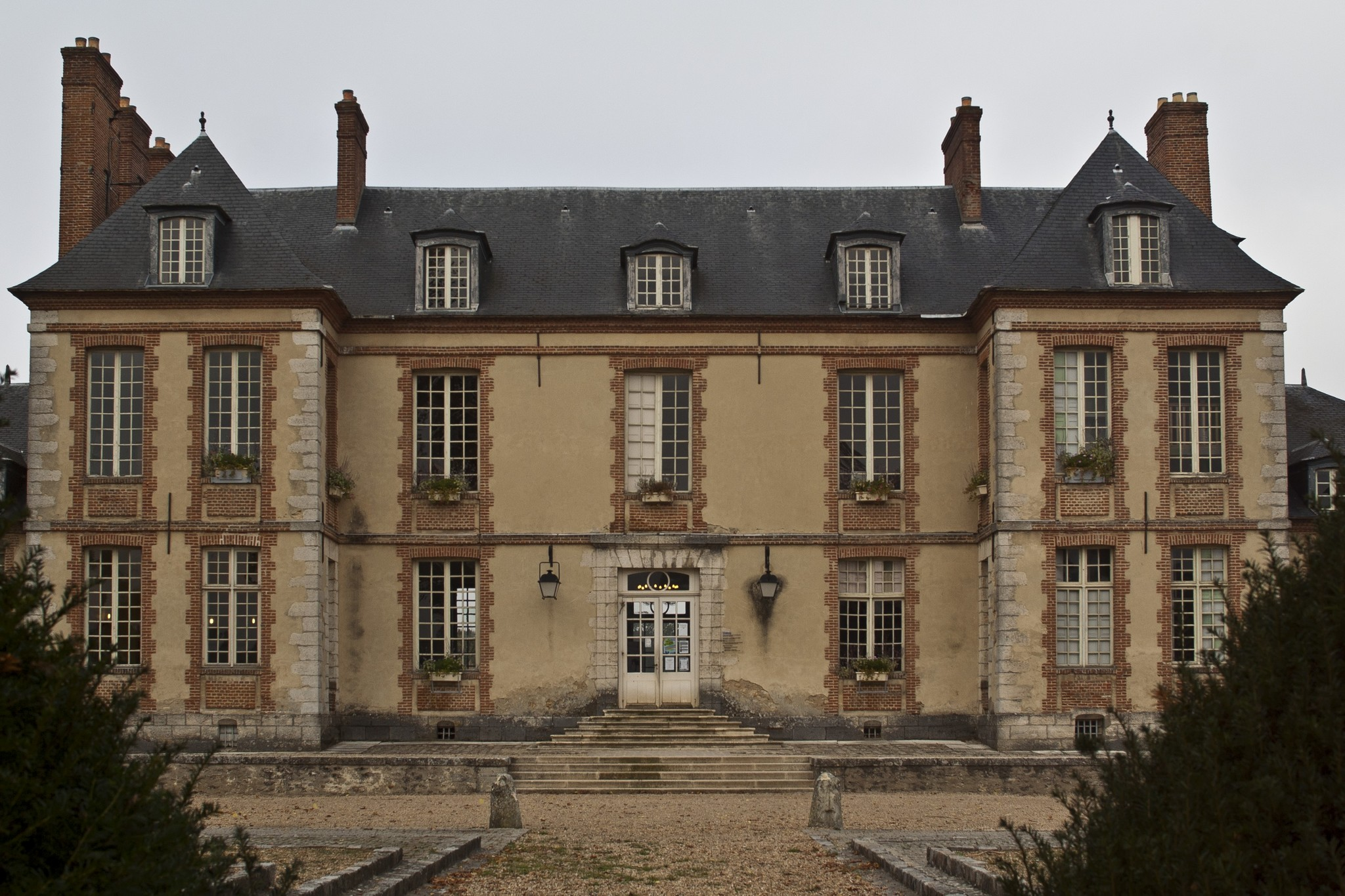
普莱西尔城堡
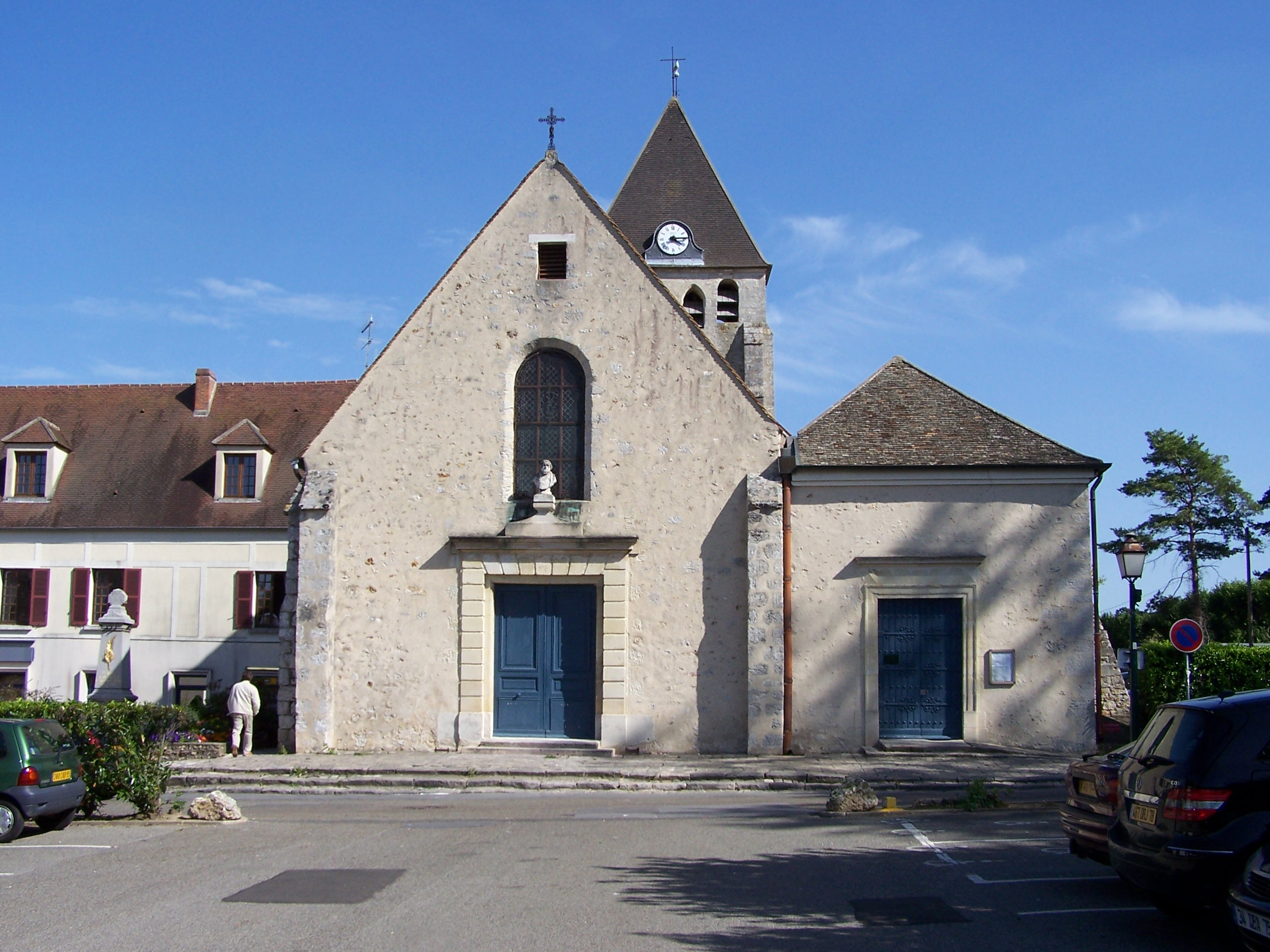
普莱西尔教堂
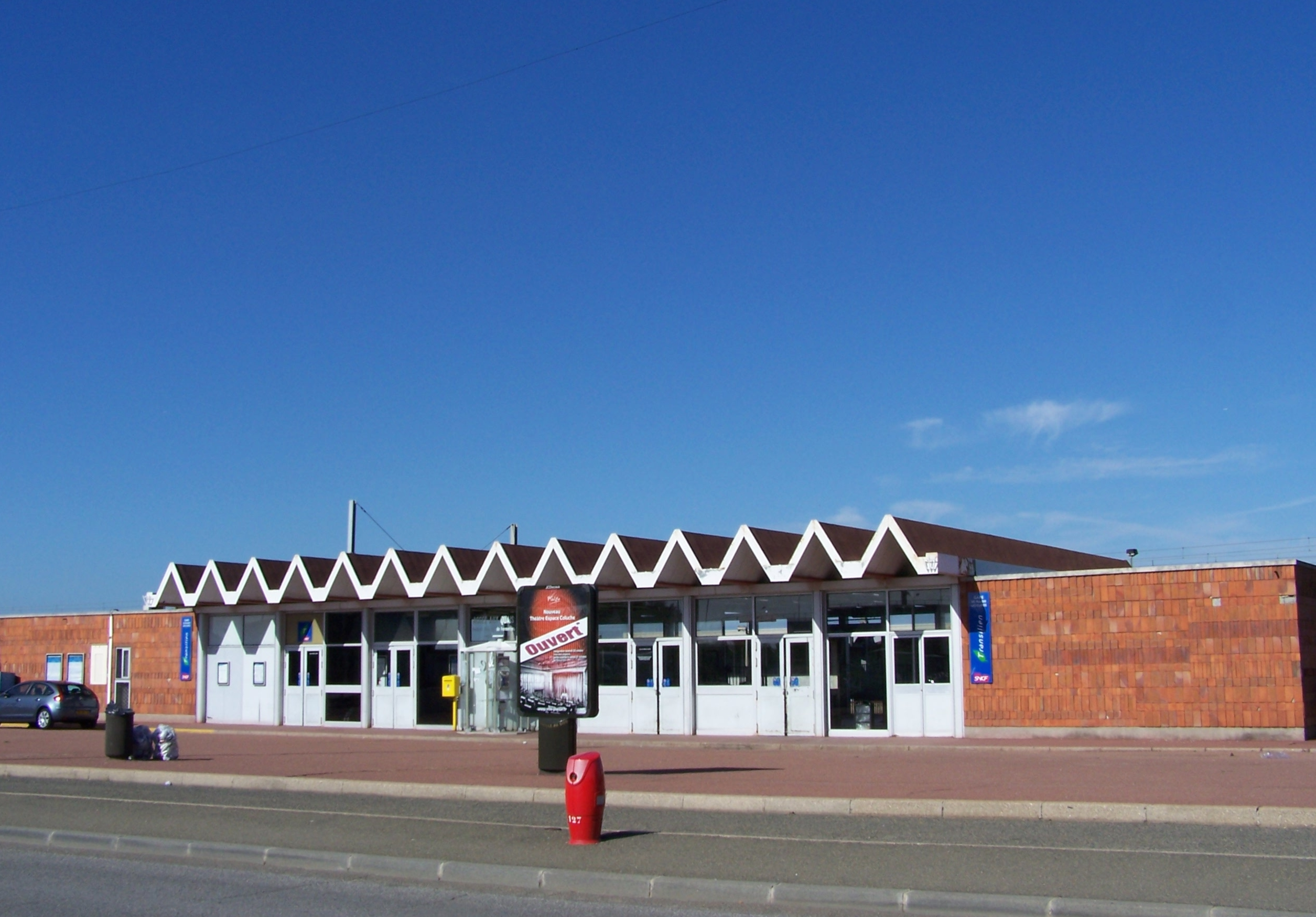
莱克莱火车站的主站房

### 旅游
普莱西尔的旅游事务由其所属的公共社区负责。2020年，普莱西尔境内共有7家宾馆共计382间房间。

### 媒体
法国主要的媒体均可在普莱西尔接收，法国电视三台下属的法兰西岛大区频道在部分时段播出普莱西尔所属区域的地方新闻。

## 友好城市
截至2020年12月，普莱西尔共与五座城市互为友好城市关系：
- 德国 盖斯特哈赫特
- 英格兰 洛斯托夫特
- 奥地利 巴特奥塞
- 葡萄牙 莫伊塔
- 葡萄牙 Baixa da Banheira